# 1975 في الأرجنتين
فيما يلي قوائم الأحداث التي وقعت خلال عام 1975 في الأرجنتين.

## رياضة
- 1 يناير – جائزة الأرجنتين الكبرى 1975 الفائز إيمرسون فيتيبالدي.

## مواليد

### يناير
- 1 يناير – باتريسيو لوستاو لاعب كرة قدم أرجنتيني.
- 31 يناير – والتر بيريز درّاج طريق أرجنتيني.

### فبراير
- 21 فبراير – سرخيو مارتينيز ملاكم أرجنتيني.
- 23 فبراير – ناتاليا فيربيك ممثلة إسبانية.
- 27 فبراير – جيرمان سكاروني لاعب كرة سلة إيطالي.

### مارس
- 9 مارس – خوان سيباستيان فيرون لاعب كرة قدم أرجنتيني.
- 11 مارس – راؤول مالدونادو لاعب كرة قدم أرجنتيني.
- 14 مارس – دييغو مويانو لاعب كرة مضرب أرجنتيني.
- 21 مارس – فابريسيو أوبيرتو لاعب كرة سلة أرجنتيني.

### أبريل
- 11 أبريل – خوسيه إغناسيو كاستيلو لاعب كرة قدم إيطالي.

### مايو
- 7 مايو – فرناندو ليما مغني إسباني.
- 22 مايو – بابلو شاكون ملاكم أرجنتيني.

### يونيو
- 10 يونيو – روبرتو جابيني لاعب كرة سلة أرجنتيني.
- 17 يونيو – نيستور بيتانا

### يوليو
- 5 يوليو – هرنان كرسبو لاعب كرة قدم أرجنتيني.
- 6 يوليو – سيباستيان رولي ممثل أرجنتيني.
- 10 يوليو – عمر أندريس نارفايس ملاكم أرجنتيني.
- 13 يوليو – ماوريسيو بينيدا لاعب كرة قدم أرجنتيني.
- 20 يوليو – رودولفو أروابارينا لاعب كرة قدم أرجنتيني.

### أغسطس
- 22 أغسطس – فرانكو سكيلاري لاعب كرة مضرب أرجنتيني.

### ديسمبر
- 20 ديسمبر – روبرتو ديفيد أريتا ملاكم أرجنتيني.

## وفيات

### يناير
- 24 يناير – لاري فاين (مواليد 1902)

### يونيو
- 13 يونيو – خوسيه ماريا غيدو (مواليد 1910)

### يوليو
- 27 يوليو – إدموندو بياجيو (مواليد 1905) لاعب كرة قدم أرجنتيني.